# Elizabeth Daly
Elizabeth Teresa Daly (New York, 15 ottobre 1878 – Long Island, 2 settembre 1967) è stata una scrittrice statunitense.
La scrittrice, figlia di Joseph Francis Daly, giudice della corte suprema della contea di New York, si laureò alla Columbia University nel 1902. La Daly mostrò a lungo interesse nei rompicapo e nella letteratura gialla, in special modo di Wilkie Collins. Negli anni 1930, provò a scrivere gialli, ma con scarso successo. Ottenne finalmente successo nel 1940 con la pubblicazione di Unexpected Night, il cui protagonista è Henry Gamadge, un bibliofilo ed esperto di libri rari. Al primo romanzo incentrato su Gamadge, ne seguirono altri 15. Nel 1960, la Daly ricevette il prestigioso premio Edgar dai Mystery Writers of America. La scrittrice poté contare su Agatha Christie tra le file dei suoi fan.

## Opere
- Notte d'angoscia (Unexpected Night[1], 1940) pubblicato nel 1998 nella collana I  Classici del Giallo Mondadori con il numero 812.
- Deadly Nightshade (1940)
- Murders in Volume 2 (1941)
- La casa senza porta (The House Without the Door[1], 1942) pubblicato nel 1999 nella collana Il Giallo Mondadori con il numero 848.
- L'assassino scrive di notte (Nothing Can Rescue Me, 1943) pubblicato nella collana I bassotti (Marco Polillo Editore) con il numero 145.
- Evidence of Things Seen (1943)
- Morte al telefono (Arrow Pointing Nowhere)[1], 1944; titolo alternativo: Murder listens in) pubblicato nella collana I bassotti (Marco Polillo Editore) con il numero 40.
- Il libro che accusa (The Book of the Dead, 1944) pubblicato nel 1954 dalla casa editrice "Casini" nella collana "I Gialli del Secolo" con il numero 130.
- Any Shape of Form (1945)
- Somewhere in the House (1946)
- L'altra uscita (The Wrong Way Down[1], 1946) pubblicato dalla casa editrice "La tartaruga nera" nel 1986; pubblicato successivamente nel 2001 nella collana I Classici del Giallo Mondadori con il numero 902.
- Night Walk (1947)
- The Book of the Lion (1948)
- And Dangerous to Know (1949)
- Death and Letters (1950)
- The Book of the Crime (1951)